# Kalol INA (Gandhinagar)
Kalol INA è una città dell'India di 700 abitanti, situata nel distretto di Gandhinagar, nello stato federato del Gujarat. In base al numero di abitanti la città rientra nella classe VI (meno di 5.000 persone).

## Geografia fisica
La città è situata a 23° 13' 33 N e 72° 31' 00 E.

## Società

### Evoluzione demografica
Al censimento del 2001 la popolazione di Kalol INA assommava a 700 persone, delle quali 377 maschi e 323 femmine. I bambini di età inferiore o uguale ai sei anni assommavano a 91, dei quali 48 maschi e 43 femmine. Infine, coloro che erano in grado di saper almeno leggere e scrivere erano 478, dei quali 296 maschi e 182 femmine.